# Irina Koeznetsova
Irina Dmitrijevna Koeznetsova (Russisch: Ирина Дмитриевна Кузнецова) (Kolomna, 11 juli 1998) is een Russisch langebaanschaatsster. 
In 2019 nam ze deel aan de Europese kampioenschappen.

## Persoonlijke records[4]
| Afstand    | Tijd    | Datum           | Baan       |
| ---------- | ------- | --------------- | ---------- |
| 500 meter  | 37,97   | 30 januari 2021 | Heerenveen |
| 1000 meter | 1.16,14 | 4 december 2021 | Inzell     |
| 1500 meter | 1.58,07 | 5 december 2021 | Inzell     |
| 3000 meter | 4.37,63 | 2 februari 2017 | Moskou     |

## Resultaten
| Jaar | EK Sprint           | WK Junioren                  |
| ---- | ------------------- | ---------------------------- |
| 2017 |                     | 13e 500m 17e 1000m 18e 1500m |
| 2018 |                     | 8e 500m 8e 1000m             |
| 2019 | 7e (8e, 7e, 7e, 7e) |                              |

(#, #, #, #) = afstandspositie op sprinttoernooi (500m, 1000m, 500m, 1000m).